# Saiva (Jokkmokks socken, Lappland, 737725-166639)
Saiva är en sjö i Jokkmokks kommun i Lappland och ingår i Luleälvens huvudavrinningsområde. Sjön har en area på 1,27 kvadratkilometer och ligger 373 meter över havet. Saiva ligger i Såkkevarats Natura 2000-område. Sjön avvattnas av vattendraget Appokälven.

## Delavrinningsområde
Saiva ingår i det delavrinningsområde (737834-166617) som SMHI kallar för Utloppet av Saiva. Medelhöjden är 376 meter över havet och ytan är 5,03 kvadratkilometer. Räknas de 2 avrinningsområdena uppströms in blir den ackumulerade arean 44,49 kvadratkilometer. Appokälven som avvattnar avrinningsområdet har biflödesordning 3, vilket innebär att vattnet flödar genom totalt 3 vattendrag innan det når havet efter 255 kilometer. Avrinningsområdet består mestadels av sankmarker (69 procent). Avrinningsområdet har 1,32 kvadratkilometer vattenytor vilket ger det en sjöprocent på 26,3 procent.